# あやしいわーるど@本店
あやしいわーるど@本店とは、あやしいわーるど電子掲示板群の内の一つであり、通称「本店」と呼ばれる。

## 概要
あやしいわーるど系掲示板の中でも古参参加者が多いため年齢層が高く、社会人が多いと言われている。話題は株や仕事、極度の下ネタなどやや高度。これらの話題の中でも武勇伝的な話、自慢話が中心となりやすくステータスを競い合うようなレスの付け合い（主に学歴、年収、職業、恋愛経験などを延々と語ったり居丈高に説教を行なったり）がよく発生するが、近年の流行としては、淡々とした事実の列挙と、それに対する第三者的・無感情なレスの羅列、といった空虚な様式が特筆される。
また、他のあやしいわーるど系掲示板に見られない特徴として、既婚者や女性の利用者も多い点が挙げられる。これは他の掲示板の話題が、アニメやアダルトゲームなど、男性オタク向けのものが多いのに対し、本店では実生活での恋愛話などが主流なため、既婚者や女性に受け入れられ易い事が根底にある。
また、利用者は2ちゃんねる関係者の書き込みに強い拒絶感、嫌悪感を持っている。これは「あやしいわーるど@本店」として積極的に2ちゃんねるを否定しているというよりは、2ちゃんねる(独自の用語や性質など)を好まない者たちが自然に集まったものである。
2015年10月から管理人不在となり、全てのサービスが停止している。

## 歴代管理人
- 1998年9月22日 ～ 1999年9月30日　電機メーカー(本店と名乗るようになったのは1999年1月24日から）
- 1999年10月1日 ～ 2000年3月30日　ぽろろ
- 2000年5月1日 ～ 2000年10月22日　英利政美（通称・神様）
- 2000年10月11日 ～ 2015年10月       ds（当時・QOO、別名・daylight stars）[要出典]
- 2015年10月 〜 管理人不在[要出典]